# Сольцы (авиабаза)
Сольцы́ — авиационная база (авиабаза, АБ) в Новгородской области в двух километрах к северу от города Сольцы.
На авиабазе были дислоцированы самолёты Ту-22М 840-го тяжелобомбардировочного авиаполка, входящего в 22 ТБАД. В 2011-м году полк был расформирован, однако ведутся переговоры о восстановлении полка.
Длина взлётно-посадочной полосы — 3000 метров, покрытие бетонное.
23 июня 2007 года на авиабазе Сольцы состоялось освящение самолёта Ту-95МС (также из 22-й Гвардейской Краснознамённой Донбасской тяжёлой бомбардировочной авиационной дивизии, но из 184-го тяжёлого бомбардировочного авиаполка, Энгельс), получившего имя «Великий Новгород». Именно этот самолёт в конце августа участвовал в авиасалоне МАКС-2007.
Бомбардировщики Ту-22М3 840 ТБАП в составе трёх самолётов приняли участие в параде на Красной площади 9 мая 2008 года в честь 63-й годовщины Великой Победы над фашистской Германией. Также самолёты Ту-22М3 полка участвовали в Параде на Красной площади 9 мая 2010 года в честь 65-й годовщины Победы над нацистской Германией в Великой Отечественной войне.
В настоящее время (2020) аэродром, обладающей максимальной в регионе длинной ВПП, продолжает обслуживаться Министерством обороны в качестве базы для тренировок военных лётчиков и во время учений ВКС России. На 2019—2020 был запланирован ремонт аэродрома.
Также аэродром Сольцы используется для приёма правительственных бортов при визитах в Новгород высших должностных лиц страны.
19 августа 2023 года, около 10:00 по местному времени авиабаза была атакована беспилотниками, которые, по утверждению России, были запущены с территории Украины, находящейся в 620 км. Сообщается, что по меньшей мере два дальних бомбардировщика Ту-22М были серьёзно повреждены. Бомбардировщики широко применяются Россией для ракетных атак по Украине.